# Krauthausen (Sontra)
Krauthausen ist ein Stadtteil von Sontra im nordhessischen Werra-Meißner-Kreis.

## Geographische Lage

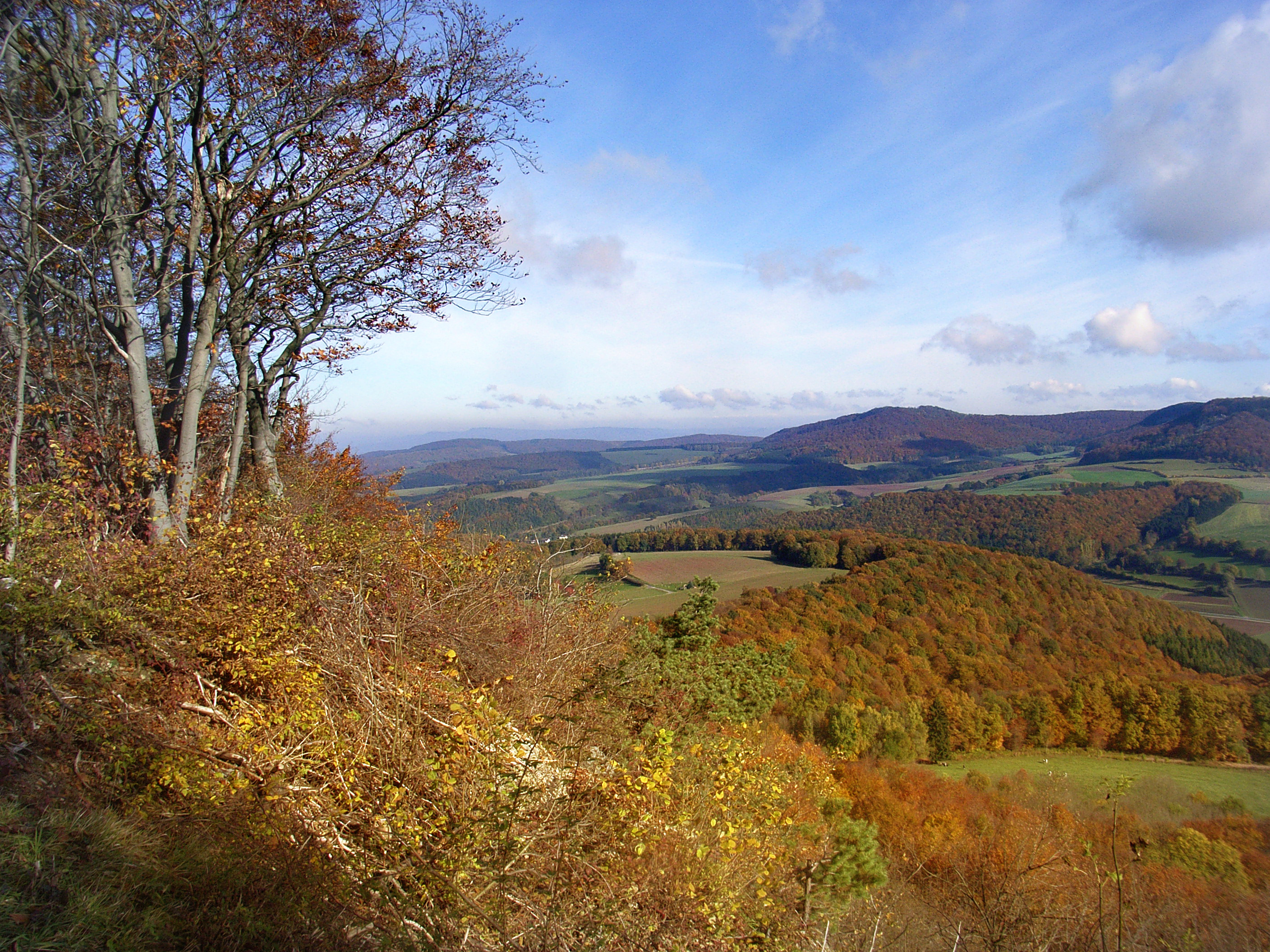
Blick ins NSG- und FFH-Gebiet Boyneburg und Schickeberg bei Breitau

Krauthausen liegt zwischen dem Ringgau im Osten und dem Richelsdorfer Gebirge im Süden rund 3,5 km (Luftlinie) nordöstlich von Sontra. Durchflossen wird es von der Ulfe, einem südsüdöstlichen Zufluss der Sontra. Durch den Ort verläuft die Bundesstraße 400. In der Nähe lag der Ort Eckhardshausen, der schon im Mittelalter zur Wüstung wurde.
Östlich des Ortes in Richtung Schickenberg entlang der Gemarkungsgrenze zum Ringgau liegt das zweigeteilte Naturschutz- und FFH-Gebiet „Boyneburg und Schickeberg bei Breitau“.

## Geschichte

### Ortsgeschichte
Die älteste bekannte schriftliche Erwähnung von Krauthausen erfolgte unter dem Namen Crutthusun im Jahr 1141.
Weitere Erwähnungen erfolgten unter den Ortsnamen (in Klammern das Jahr der Erwähnung): Crutthusun (1341) und Krauthausen (1538). Wie viele umliegende Orte wurde auch Krauthausen im Dreißigjährigen Krieg mehrfach gebrandschatzt.
1960 wurde Krauthausen Bezirkssieger im Wettbewerb Unser Dorf soll schöner werden.
Hessische Gebietsreform (1970–1977)
Die bis dahin selbständige Gemeinde Krauthausen wurde zum 31. Dezember 1971 im Zuge der Gebietsreform in Hessen auf freiwilliger Basis als Stadtteil nach Sontra eingegliedert. Für Krauthausen, wie für alle bei der Gebietsreform nach Sontra eingegliederten Gemeinden, wurde ein Ortsbezirk mit Ortsbeirat und Ortsvorsteher nach der Hessischen Gemeindeordnung gebildet.
Mit Sontra kam der Ort 1972 zum Landkreis Eschwege und 1974 in den neugebildeten Werra-Meißner-Kreis.

### Verwaltungsgeschichte im Überblick
Die folgende Liste zeigt die Staaten und Verwaltungseinheiten, denen Krauthausen angehört(e):
- vor 1567: Heiliges Römisches Reich, Landgrafschaft Hessen, Amt Sontra
- ab 1567: Heiliges Römisches Reich, Landgrafschaft Hessen-Kassel, Amt Sontra
  - 1627–1834: Landgrafschaft Hessen-Rotenburg (sogenannte Rotenburger Quart), teilsouveränes Fürstentum unter reichsrechtlicher Oberhoheit der Landgrafschaft Hessen-Kassel bzw. des Kurfürstentums Hessen
- ab 1806: Landgrafschaft Hessen-Kassel, Rotenburger Quart, Amt Sontra
- 1807–1813: Königreich Westphalen, Departement der Werra, Distrikt Eschwege, Kanton Sontra
- ab 1815: Kurfürstentum Hessen, Amt Sontra[6]
- ab 1821/22: Kurfürstentum Hessen, Provinz Niederhessen, Kreis Rotenburg[7][Anm. 2]
- ab 1848: Kurfürstentum Hessen, Bezirk Hersfeld
- ab 1851: Kurfürstentum Hessen, Provinz Niederhessen, Kreis Rotenburg
- ab 1867: Königreich Preußen, Provinz Hessen-Nassau, Regierungsbezirk Kassel, Kreis Rotenburg
- ab 1871: Deutsches Reich,  Königreich Preußen, Provinz Hessen-Nassau, Regierungsbezirk Kassel, Kreis Rotenburg
- ab 1918: Deutsches Reich, Freistaat Preußen, Provinz Hessen-Nassau, Regierungsbezirk Kassel, Kreis Rotenburg
- ab 1944: Deutsches Reich, Freistaat Preußen, Provinz Kurhessen, Landkreis Rotenburg
- ab 1945: Amerikanische Besatzungszone, Groß-Hessen, Regierungsbezirk Kassel, Landkreis Rotenburg
- ab 1946: Amerikanische Besatzungszone, Hessen, Regierungsbezirk Kassel, Landkreis Rotenburg
- ab 1949: Bundesrepublik Deutschland, Hessen, Regierungsbezirk Kassel, Landkreis Rotenburg
- ab 1972: Bundesrepublik Deutschland, Hessen, Regierungsbezirk Kassel, Landkreis Eschwege, Stadt Sontra[Anm. 3]
- ab 1974: Bundesrepublik Deutschland, Hessen, Regierungsbezirk Kassel, Werra-Meißner-Kreis, Stadt Sontra

### Bevölkerung
Einwohnerstruktur 2011
Nach den Erhebungen des Zensus 2011 lebten am Stichtag dem 9. Mai 2011 in Krauthausen 125 Einwohner. Darunter waren keine Ausländer.
Nach dem Lebensalter waren 15 Einwohner unter 18 Jahren, 51 zwischen 18 und 49, 30 zwischen 50 und 64 und 39 Einwohner waren älter. Die Einwohner lebten in 60 Haushalten. Davon waren 18 Singlehaushalte, 15 Paare ohne Kinder und 21 Paare mit Kindern, sowie 3 Alleinerziehende und 3 Wohngemeinschaften. In 15 Haushalten lebten ausschließlich Senioren und in 33 Haushaltungen leben keine Senioren.
Einwohnerentwicklung
| • 1585: | 18 Haushaltungen |
| • 1747: | 26 Haushaltungen |

| Krauthausen: Einwohnerzahlen von 1834 bis 2020 | Krauthausen: Einwohnerzahlen von 1834 bis 2020 | Krauthausen: Einwohnerzahlen von 1834 bis 2020 | Krauthausen: Einwohnerzahlen von 1834 bis 2020 | Krauthausen: Einwohnerzahlen von 1834 bis 2020 |
| --- | ---------------------------------------------- | ---------------------------------------------- | ---------------------------------------------- | ---------------------------------------------- |
| Jahr |                                                |                                                |                                                | Einwohner                                      |
| 1834 | 1834                                           |                                                | 167                                            | 167                                            |
| 1840 | 1840                                           |                                                | 159                                            | 159                                            |
| 1846 | 1846                                           |                                                | 172                                            | 172                                            |
| 1852 | 1852                                           |                                                | 165                                            | 165                                            |
| 1858 | 1858                                           |                                                | 151                                            | 151                                            |
| 1864 | 1864                                           |                                                | 147                                            | 147                                            |
| 1871 | 1871                                           |                                                | 168                                            | 168                                            |
| 1875 | 1875                                           |                                                | 161                                            | 161                                            |
| 1885 | 1885                                           |                                                | 172                                            | 172                                            |
| 1895 | 1895                                           |                                                | 165                                            | 165                                            |
| 1905 | 1905                                           |                                                | 170                                            | 170                                            |
| 1910 | 1910                                           |                                                | 166                                            | 166                                            |
| 1925 | 1925                                           |                                                | 152                                            | 152                                            |
| 1939 | 1939                                           |                                                | 145                                            | 145                                            |
| 1946 | 1946                                           |                                                | 179                                            | 179                                            |
| 1950 | 1950                                           |                                                | 223                                            | 223                                            |
| 1956 | 1956                                           |                                                | 170                                            | 170                                            |
| 1961 | 1961                                           |                                                | 195                                            | 195                                            |
| 1967 | 1967                                           |                                                | 185                                            | 185                                            |
| 1970 | 1970                                           |                                                | 194                                            | 194                                            |
| 1980 | 1980                                           |                                                | ?                                              | ?                                              |
| 1987 | 1987                                           |                                                | 162                                            | 162                                            |
| 2000 | 2000                                           |                                                | ?                                              | ?                                              |
| 2011 | 2011                                           |                                                | 135                                            | 135                                            |
| 2020 | 2020                                           |                                                | 132                                            | 132                                            |
| Datenquelle: Historisches Gemeindeverzeichnis für Hessen: Die Bevölkerung der Gemeinden 1834 bis 1967. Wiesbaden: Hessisches Statistisches Landesamt, 1968. Weitere Quellen: ; Stadt Sontra:; Zensus 2011 |                                                |                                                |                                                |                                                |

## Religion
- Möglicherweise bestand schon zur Zeit der Karolinger ein Gotteshaus.
- Die heutige Kirche wurde im 12. Jahrhundert erbaut. Der Gewölbebogen der Apsis ruht rechts und links jeweils auf einem Kapitell, deren rechtes mit einem romanischen Schachbrettmuster versehen ist.

Historische Religionszugehörigkeit
| • 1885: | 171 evangelische (= 99,42 %), ein anderes christliche-konfessioneller (= 0,58 %) Einwohner |
| • 1961: | 175 evangelische (= 89,74 %), 20 katholische (= 10,26 %) Einwohner                         |

## Infrastruktur
- In Krauthausen steht ein Dorfgemeinschaftshaus mit einem Raum für die Jugend.